# 布拉加之战
布拉加之战（法语：Bataille de Braga）发生于1809年3月20日）。此役中，由苏尔特元帅率领的法国军团袭击了由克里斯蒂安·阿道夫·弗里德里希·冯·埃本男爵指挥的葡萄牙军队。当苏尔特的士兵发起进攻时，葡萄牙人试图还击，但很快就逃跑了。法国人屠杀了大量在场的葡萄牙民兵。此役是半岛战争期间法国第二次入侵葡萄牙的一部分。
在科鲁尼亚战役和英国撤离西班牙西北部之后，苏尔特将注意力转向了入侵葡萄牙。1809年3月上旬，苏尔特的军队在与西班牙游击队交战后，越过边境进入葡萄牙。在占领查韦斯之后，苏尔特的第二军团遇到了一群刚刚发起哗变杀掉指挥官的葡萄牙民兵。法军轻松获胜并迅速摧毁了葡萄牙的抵抗。与此同时，另一支葡萄牙军队正在集结保卫波尔图。
布拉加位于波尔图东北偏北约45公里处。

## 背景

### 在西班牙西北部的行动
1809年1月16日，英国在科鲁尼亚战役中对面对苏尔特第二军团取得了战术胜利。由于这一成功，英国军队的撤离并没有受到法国军队的进一步干涉。英军从拉科鲁尼亚撤离后，拿破仑就命令苏尔特入侵葡萄牙。驻守葡萄牙的英军只有8,000人，而且葡萄牙的军队才刚刚重组。苏尔特的军团包括四个步兵师和三个骑兵师。拿破仑指示苏尔特在2月1日之前占领波尔图，并在2月10日之前占领里斯本，这是一个完全不切实际的计划。根据征兵名单，苏尔特有43,000名士兵，但其中有8,000名士兵守卫着交通线，还有10,000人在医院接受治疗。当苏尔特进入葡萄牙时，西班牙西北部的加利西亚由米歇尔·内伊的第六军团控制，该军团有16,000-18,000人。
1809年1月26日，苏尔特接受了亲法总督梅尔加雷霍海军上将在费罗尔的投降。法军得到了包括6,500名西班牙俘虏、8艘战列舰、3艘巡防舰、20,000支英国火枪、1,500 门大炮和其他军用物资。此时，苏尔特借给内伊一个旅的骑兵，作为交换，内伊将第17轻步兵团交给苏尔特。1月30日，苏尔特的部队继续南下。维戈和图伊的要塞很快就投降了，但法军的进一步前进被泛滥的米尼奥河挡住了。苏尔特的军团选择逆流而上，朝奥伦塞方向前进，但当地的道路非常糟糕，法国人还受到游击队的严重骚扰。2月18日，苏尔特将他的大部分辎重车和36门较重的火炮送回图伊，由一个步兵师护送。他只保留了20门火炮和足够的骡子来携带500,000发子弹和3,000发炮弹。
苏尔特的部队在奥伦塞停留了9天，同时在乡间搜寻食物。法国士兵的掠夺只会促使当地居民更加努力地反击。苏尔特的部队在修整后从奥伦塞出发，途经阿拉里兹和蒙特雷，前往查韦斯，苏尔特希望能在途中粉碎罗马纳侯爵一个师的西班牙军队。然而，惊慌失措的罗马纳迅速向东进军到萨纳夫里亚，放弃了在贝林的辎重补给。3月6日，法军骑兵在拉特雷帕追上了尼古拉斯·马伊将军率领的1,200名西班牙后卫士兵。法国骑兵杀死约300名西班牙士兵，俘虏了400人，自身的损失微乎其微。3月9日，苏尔特的军队越过边境进入葡萄牙。

### 入侵葡萄牙
在查韦斯，弗朗西斯科·西尔维拉（Francisco Silveira）召集了一支大约12,000名葡萄牙人的部队，其中大约一半手持火器，其他人则手持长矛或农具。这支部队有200名骑兵，两个兵力不足的步兵团，一些民兵，以及大量的杂兵。在两次对葡萄牙人造成严重伤亡的小规模冲突之后，西尔维拉命令他的混杂部队放弃查韦斯并撤退到该镇以南的一个防御阵地。在误认为西尔维拉是叛徒后，暴民几乎将其杀死，许多人甚至发誓无视西尔维拉的命令继续保卫城镇。3月10日，3,000名士兵和1,200名武装民兵在查韦斯镇内设置了路障，并任命了一名工兵军官作为他们的领袖。在苏尔特派两个师将挡路的葡萄牙人赶走后，西尔维拉和他的7,000名士兵明智地选择撤退。第二天，防守查韦斯的葡萄牙人选择投降。由于无法处置这么多囚犯，苏尔特干脆将武装民兵，普通民兵送回家，并将500名正规军改编为一个伪军团（大多数人在改编后选择逃跑）。
3月14日，苏尔特将1,325名伤病人员留在查韦斯，连同一支法国步兵连和叛变的葡萄牙人，他本人带着大部队继续出发。苏尔特的主力部队取道西行，翻山越岭进入卡瓦杜河谷，途经鲁伊旺斯和萨拉蒙德，进入布拉加附近的平原。法军的骑兵侦察发现，葡萄牙人在这条路线上的山口防守薄弱。

## 战斗

### 法军进攻

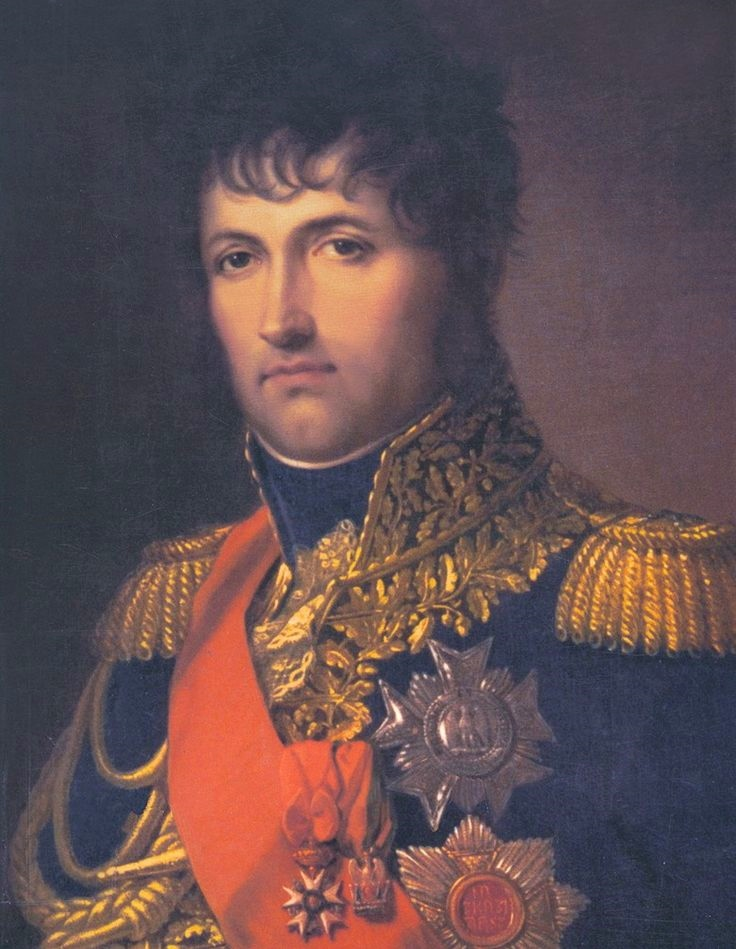
让·德·迪厄·苏尔特

伯纳丁·弗莱雷·德·安德拉德指挥的葡萄牙军队约有25,000人。其装备最好的部队约有700人，其余的约23,000名士兵都属于地方武装，其中5,000人配备火器，11,000人配备长矛，其余配备农具。葡萄牙军队指挥官犯了一个错误，他将他的大部队留在布拉加附近，只用少于100人的前哨来保卫山口。

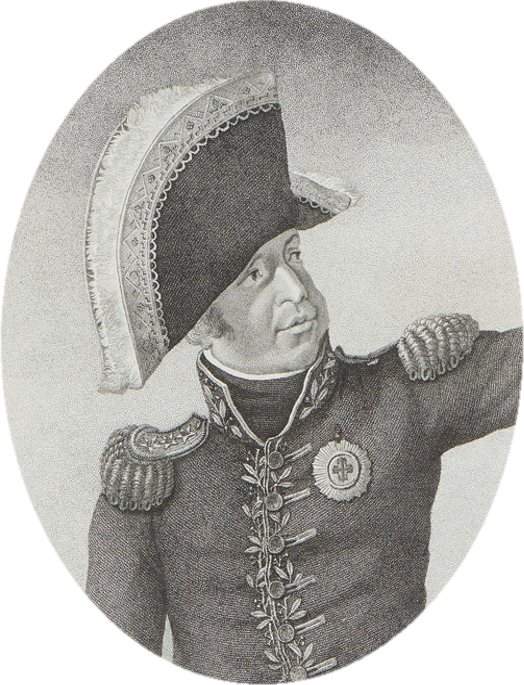
伯纳丁·弗莱雷

在苏尔特的路线上，当地的民兵武装不断用自杀式的袭击来试图阻挡法军。一位法国军官写道，如果葡萄牙人有能干的领导人，那法军如果不撤退就会被歼灭。与大部队分散的法军士兵很多都被谋杀，有时被折磨致死。然而，疯狂的抵抗是徒劳的，两个师的法军士兵于3月17日出现在葡萄牙防御工事的前面。与此同时，西尔维拉发现苏尔特的军团已经不在自己面前，于是派出3,000人大军攻打法军后卫，但很轻易就被击退了。在等待苏尔特的其他部队到达时，马克西米利安·塞巴斯蒂安·福伊的旅占领了位于葡萄牙主要阵地前方的一段高地。福伊占领的高地将成为一个很好的炮兵阵地。
波尔图主教安东尼奥·德·卡斯特罗是一位真正的葡萄牙爱国者。他被休·怀特福德·达尔林普尔任命为葡萄牙摄政王，但他没有选择在里斯本工作，而是回到了波尔图并承担了几乎独裁的权力。他召集了大量的民兵，但这些人既没有武装也不受控制。英国政府派出克里斯蒂安·阿道夫·弗里德里希·冯·埃本男爵和弗里德里希·冯德德肯担任军事顾问。罗伯特·威尔逊也抵达波尔图并组织了一个军团。然而，威尔逊很快推断出主教想用他的军团作为私人保镖队。因此，威尔逊率领第一营近1,500人进军保卫阿尔梅达边境要塞，由埃本男爵指挥余下的军队。面对苏尔特的入侵，主教保留大部分军队保卫波尔图。当前线指挥官请求帮助时，主教只将埃本的部队派往布拉加。

### 行动

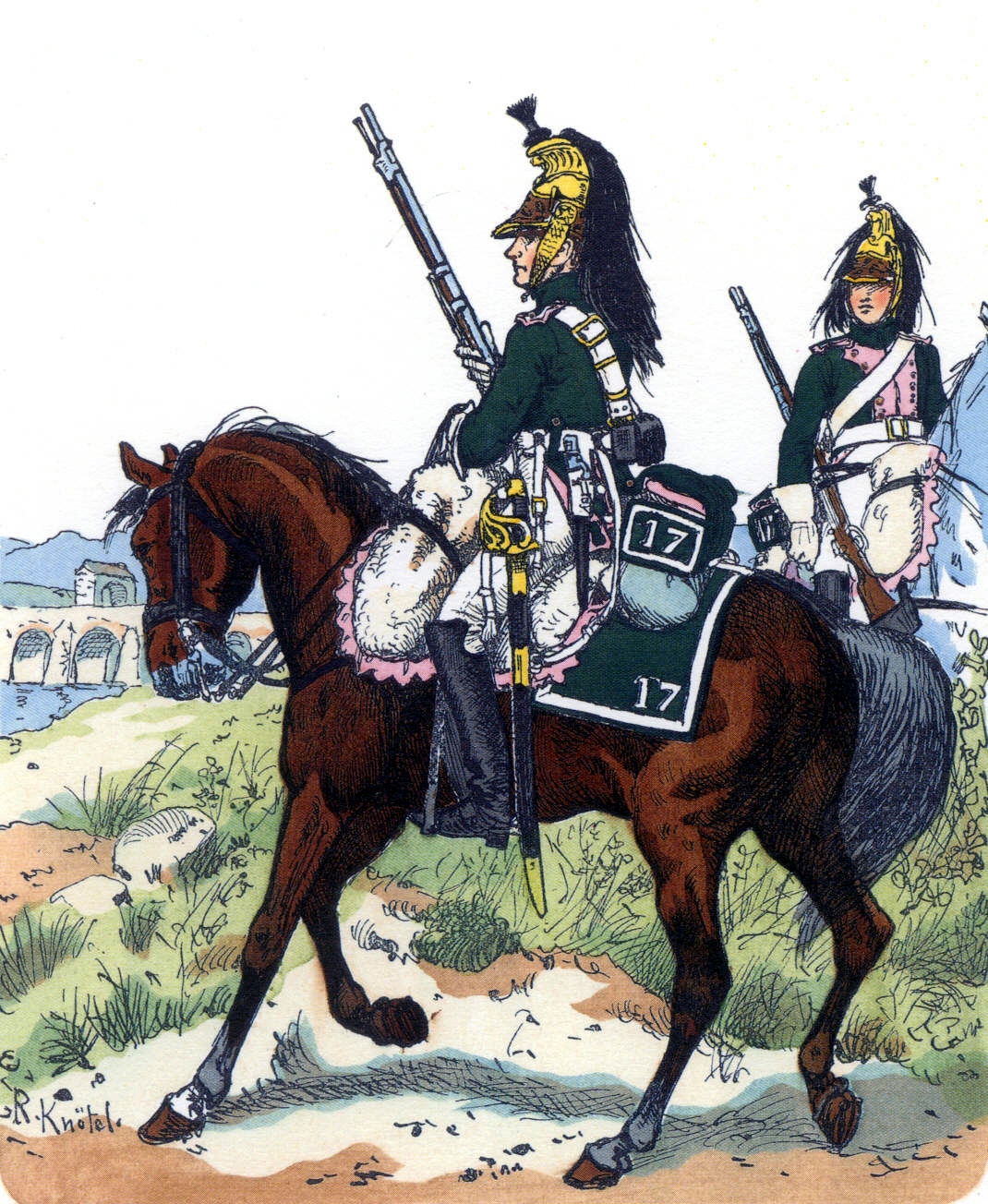
法军第十七龙骑兵团

葡萄牙人的左翼和中部占据了一个高原，其左端或西端受到卡瓦多河的保护。随着苏尔特的接近，葡萄牙士兵士气低落，指挥官选择将辎重和火炮送到后方。葡萄牙指挥官伯纳丁·弗莱雷希望能够撤退到波尔图，但由于他的手下决心战斗，他决定继续战斗。他随后让他的杂兵在公路附近挖掘防御工事。先前被法军击败的民兵此时进入大营，大声指责弗莱雷是个懦弱的人。士兵们逐渐开始不服从命令并威胁要杀死他们的领袖。

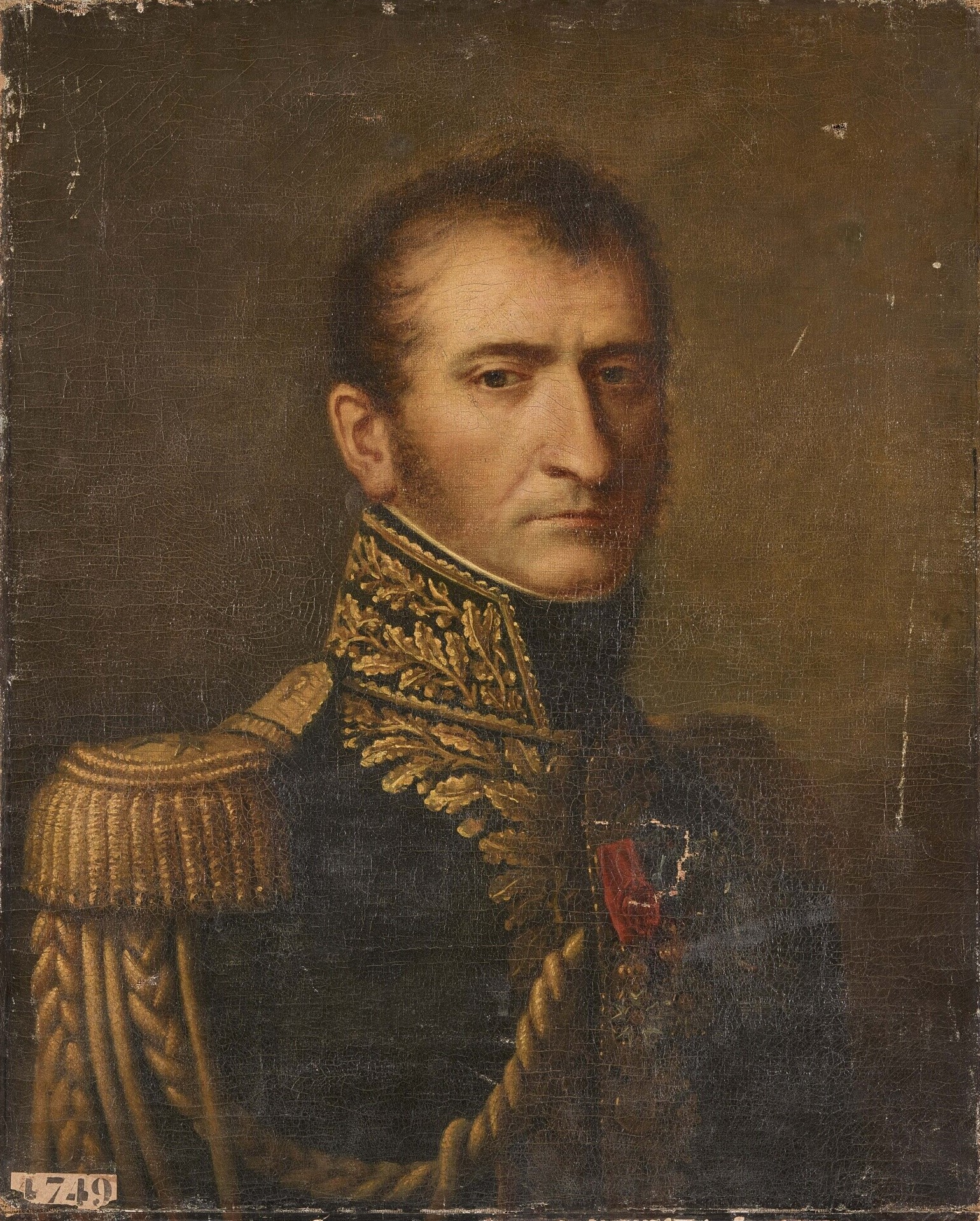
亨利·德拉博德

3月17日，弗莱雷惊慌失措地从他的军队中溜走，但他被一些民兵抓住并作为囚犯拖回营地。埃本男爵接管了军队，并将弗莱尔关押在布拉加监狱。不久之后，一群民兵回到布拉加，将弗莱雷拖出监狱，并用长矛将他杀死。他们还暗杀了陆军的工兵队长和弗雷尔的至少一名副官。犯罪分子还监禁了布拉加的首席治安官和他们怀疑叛国的其他几名公民。埃本男爵似乎已经默认了这些暴行，但士兵们却一发不可收拾，对埃本本人也构成了威胁。3月19日，埃本将他的右翼推进到兰霍索，但法军的一个师很快将这支部队赶回了瓦隆戈山。法国在这次行动中俘虏了大约20名葡萄牙士兵。苏尔特给了这些俘虏一份公告，赦免所有投降的士兵，并在休战的旗帜下将他们送回。葡萄牙人一发现公告，就将被法军释放的士兵杀死。
到3月20日早上，除了一个师之外，苏尔特的所有军队都抵达了战场。法军大约有13,000名步兵和3,000名骑兵。知道他面对的是一群乌合之众后，苏尔特决定进行正面攻击，并相信一旦法军发起进攻，敌人的阵型就会崩溃。

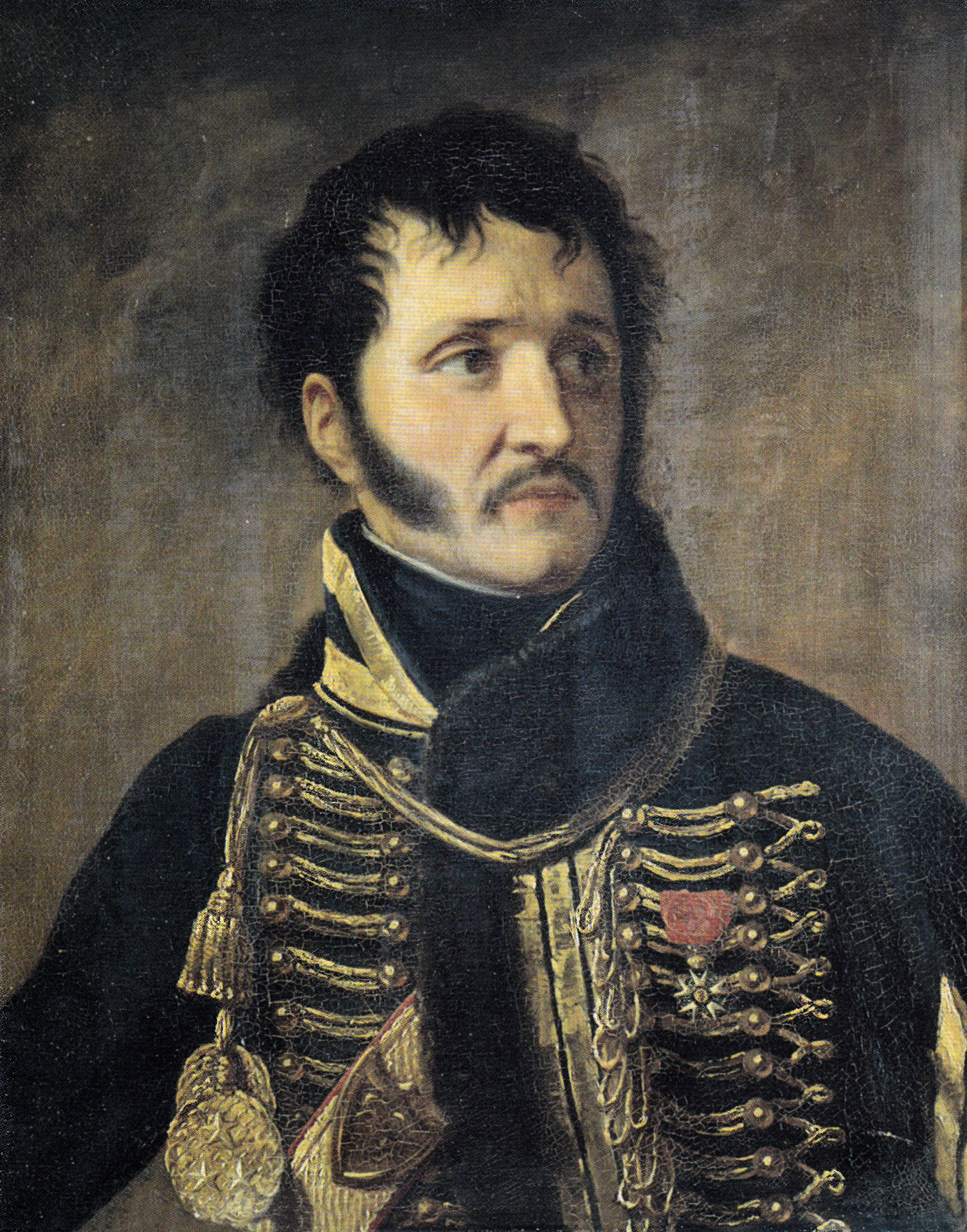
让·弗朗切斯基

当亨利·德拉博德的步兵师发起进攻时，葡萄牙军队用猛烈的火力反击，但这造成的伤亡相对较少。当法军爬上斜坡时，葡萄牙人保持坚定，但当他们的对手到达阵地前方时，防守者开始退缩并分散。埃本男爵报告说，一门葡萄牙大炮在发射时爆裂，然后溃败就开始了。法军的骑兵部队对葡萄牙人进行了一场大屠杀。法军龙骑兵夺取了很多枪支和辎重。不知何故，在恐慌期间，一些民兵抽出时间处决了被关在城市监狱中的人。
弗朗切斯基的士兵正在对付葡萄牙的右翼。当他们到达瓦隆戈山的山顶时，埃本男爵的其余军队已经逃跑了。这部分战场的抵抗力甚至比溃逃的士兵还要弱。弗朗切斯基的骑兵杀死了大量敌人。全副武装的法军屠杀了被包围的葡萄牙人，其中一半的葡萄牙人仅仅手持长矛。第31轻骑兵团的一名军官写道：“开始是一场战斗，结束是一场屠杀”。

## 结果
苏尔特的报告估计有4,000名葡萄牙人被杀，400人被俘，法国人缴获了17门火炮和5面战旗。苏尔特承认法军死亡40人，受伤160人。而历史学家博达特列出了400名法国人伤亡。法国士兵因经常成为狙击手和伏击的目标而处于“紧张不安”的状态，导致战俘与被杀人数不成比例。尽管如此，他写道，由于法国的损失相对较小，因此发生的大规模屠杀没有任何借口。在他的官方报告中，埃本男爵承认只损失了1,000人。
法国人最初认为单方面的屠杀将结束葡萄牙的游击战，但他们很快就失望了。当许多葡萄牙人在这场灾难中回家时，一支庞大的部队重新集结在艾夫河后面，准备保卫这一地点。葡萄牙军队阻止了苏尔特的部队与西班牙西北部的图伊进行任何接触，而西尔维拉的部队骚扰了布拉加和查韦斯之间的法军辎重部队。苏尔特允许他的部队在布拉加休息三天，同时派遣他的骑兵前往那里和艾夫河之间的乡村进行侦察。在留下一个师来守住布拉加并保护他的600名伤病员后，苏尔特向南进发。法国和葡萄牙之间的下一场主要战斗将是1809年3月29日的第一次波尔图战役。

## 脚注
1. 1 2 3 4  Bodart 1908，第394頁.
2. ↑  Esdaile 2003，第178–179頁.
3. ↑  Smith 1998，第278頁.
4. ↑  Oman 1995，第170–172頁.
5. ↑  Smith 1998，第278–279頁.
6. ↑  Oman 1995，第178頁.
7. ↑  Gates 2002，第138–139頁.
8. ↑  Oman 1995，第108頁.
9. ↑  Oman 1995，第190–194頁.
10. ↑  Smith 1998，第281頁.
11. ↑  Oman 1995，第223–226頁.
12. ↑  Oman 1995，第227–229頁.
13. 1 2  Oman 1995，第234頁.
14. 1 2  Oman 1995，第228頁.
15. ↑  Oman 1995，第229–230頁.
16. ↑  Oman 1995，第230–232頁.
17. ↑  Oman 1995，第198–199頁.
18. ↑  Oman 1995，第231頁.
19. ↑  Oman 1995，第229頁.
20. ↑  Oman 1995，第232頁.
21. ↑  Oman 1995，第232–234頁.
22. ↑  See infobox map.
23. ↑  Oman 1995，第235頁.
24. 1 2 3  Oman 1995，第236頁.
25. ↑  Smith 1998，第282頁.
26. 1 2 3  Oman 1995，第237頁.
27. ↑  Smith 1998，第284頁.

## 延伸阅读
- Oman, Sir Charles William Chadwick. . Oxford: Clarendon Press. 1902a.
- Oman, Sir Charles William Chadwick. . Oxford: Clarendon Press. 1902b.